# Thornelya ceylonica
Thornelya ceylonica is een mosdiertjessoort uit de familie van de Hippopodinidae. De wetenschappelijke naam van de soort is, als Lepralia ceylonica, voor het eerst geldig gepubliceerd in 1905 door Thornely.